# Hedemora socken
Hedemora socken ligger i södra Dalarna, uppgick 1967 i Hedemora stad och området är sedan 1971 en del av Hedemora kommun, från 2016 inom Hedemora distrikt.
Socknens areal är 344,30 kvadratkilometer, varav 311,80 land. År 2020 fanns här 11 276 invånare. Tätorten Vikmanshyttan samt småorterna Turbo, Norns bruk och Ingvallsbenning ligger i socknen. Sockenkyrkan, Hedemora kyrka låg i Hedemora stad och delades med Hedemora stadsförsamling. 

## Administrativ historik
Hedemora socken har medeltida ursprung. Senast 1579 utbröts Garpenbergs församling, senare socken.
Vid kommunreformen 1862 övergick socknens ansvar för de kyrkliga frågorna till Hedemora landsförsamling och för de borgerliga frågorna till Hedemora landskommun. Landskommunen inkorporerade 1952 Garpenbergs landskommun som uppgick 1967 i Hedemora stad som 1971 ombildades till Hedemora kommun.  Församlingen uppgick 101 i Hedemora församling som 2010 uppgick i Hedemora-Garpenbergs församling som 2018 uppgick i Hedemora, Husby och Garpenbergs församling.
1 januari 2016 inrättades distriktet Hedemora, med samma omfattning som Hedemora församling hade 1999/2000 och fick 1961, och vari detta sockenområde ingår.
Socknen har tillhört fögderier, tingslag och domsagor enligt vad som beskrivs i artikeln Dalarna. De indelta soldaterna tillhörde Dalregementet och Livkompaniet.

## Geografi
Hedemora socken ligger omkring Hedemora utmed Dalälven och sjön Hovran och Viggen. Socknen har odlingsbygd vid älven och vid sjöarna medan södra delen är en sjörik skogsbygd.
I socknen låg Tjärnans barnsanatorium och Solbacken sanatorium.

## Fornlämningar
Boplatser från stenåldern är funna liksom gravrösen, troligen från järnåldern. Vid Grådö på en holme i älven finns ruiner av ett eller två medeltida fästen, av tradition Borgnäs, plats för danska fogdar och som var av betydelse i Engelbrektsupproret.
En paddel från stenåldern påträffades i en mosse som kallas för Åkermyren, och enligt datering genom en bit björkträ som låg bredvid och pollenanalys dateras den till 2700-2600 f. Kr. Paddeln är en av de äldsta svenska paddlarna som hittats.  

## Namnet
Namnet (1370 Henamorum) kommer från orten. Förleden innehåller hed, 'torr, tallbevuxen mark' syftande på ett område som nu är centrala staden. Efterleden innehåller mor, '(sumpig) granskog'.
I ett bytesbrev från 1362 nämns Hedemora socken som parochia Henamorum. Stavningen Henemora (med olika varianter) var dominerande ända fram till slutet på 1500-talet, då Hedhemora blev vanligare. Detta då ortsbefolkningen uttalade namnet som Hemmora eller Hämmora och blev då tolkat som hed-mora, alltså ås-skogen. "Mor" är en gammal benämning på en örtrik barrskog och "hed" har använts som benämning på åsmark. Mycket talar dock för att även förledet "hene-" har syftat på åsen. En äldre, men idag ratad, tolkning är att "hene-" istället har med hedendom att göra och syftade på folk som inte ville kristnas och tog sin tillflykt till skogarna i bygden.

## Befolkningsutveckling
Folkmängden i Hedemora-Garpenbergs församling var 11 797 år 2010.
| Befolkningsutvecklingen i Hedemora socken 1750–2020 | Befolkningsutvecklingen i Hedemora socken 1750–2020 | Befolkningsutvecklingen i Hedemora socken 1750–2020 | Befolkningsutvecklingen i Hedemora socken 1750–2020 | Befolkningsutvecklingen i Hedemora socken 1750–2020 |
| --- | --------------------------------------------------- | --------------------------------------------------- | --------------------------------------------------- | --------------------------------------------------- |
| |                                                     |                                                     |                                                     |                                                     |
| År |                                                     |                                                     | Folkmängd                                           |                                                     |
| 1750 | 1750                                                |                                                     | 4 054                                               |                                                     |
| 1760 | 1760                                                |                                                     | 4 920                                               |                                                     |
| 1769 | 1769                                                |                                                     | 5 438                                               |                                                     |
| 1780 | 1780                                                |                                                     | 5 338                                               |                                                     |
| 1790 | 1790                                                |                                                     | 5 029                                               |                                                     |
| 1800 | 1800                                                |                                                     | 5 328                                               |                                                     |
| 1810 | 1810                                                |                                                     | 4 642                                               |                                                     |
| 1820 | 1820                                                |                                                     | 5 483                                               |                                                     |
| 1830 | 1830                                                |                                                     | 5 870                                               |                                                     |
| 1840 | 1840                                                |                                                     | 5 880                                               |                                                     |
| 1850 | 1850                                                |                                                     | 6 524                                               |                                                     |
| 1860 | 1860                                                |                                                     | 7 121                                               |                                                     |
| 1870 | 1870                                                |                                                     | 7 130                                               |                                                     |
| 1880 | 1880                                                |                                                     | 7 654                                               |                                                     |
| 1890 | 1890                                                |                                                     | 7 351                                               |                                                     |
| 1900 | 1900                                                |                                                     | 7 559                                               |                                                     |
| 1910 | 1910                                                |                                                     | 8 309                                               |                                                     |
| 1920 | 1920                                                |                                                     | 9 621                                               |                                                     |
| 1930 | 1930                                                |                                                     | 9 982                                               |                                                     |
| 1940 | 1940                                                |                                                     | 10 165                                              |                                                     |
| 1950 | 1950                                                |                                                     | 10 775                                              |                                                     |
| 1960 | 1960                                                |                                                     | 11 288                                              |                                                     |
| 1970 | 1970                                                |                                                     | 10 835                                              |                                                     |
| 1980 | 1980                                                |                                                     | 10 835                                              |                                                     |
| 1990 | 1990                                                |                                                     | 11 529                                              |                                                     |
| 2020 | 2020                                                |                                                     | 11 276                                              |                                                     |
| Anm: Tabellen avser både Hedemora lands- och stadsförsamling. Källor: Tabellverkets arkiv, Umeå universitet - Tabellverket 1749-1859, Demografiska databasen, CEDAR, Umeå universitet, Folkmängden per distrikt, landskap, landsdel eller riket efter kön. År 2015 - 2022. |                                                     |                                                     |                                                     |                                                     |